# Dendrographium atrum
Dendrographium atrum är en svampart som beskrevs av Massee 1892. Dendrographium atrum ingår i släktet Dendrographium, divisionen sporsäcksvampar och riket svampar.   Inga underarter finns listade i Catalogue of Life.